# Ижевск
Ижевск (рус. Иже́вск) град је у Русији и административно и културно средиште Удмуртске Републике. Кроз Ижевск протиче река Иж. Према попису становништва из 2010. у граду је живело 632.140 становника.
Од 1985. до 1987. се звао Устинов (Усти́нов), по министру одбране Совјетског Савеза, маршалу Дмитрију Устинову.
Бивши инжењерски град, основан као центар металопрерађивачке индустрије, укључујући производњу апарата и оружја.
У Ижевску се налази један од најславнијих арсенала у Русији, у којем је Михаил Калашњиков дизајнирао своју славну пушку АК-47.
Тамо се налазе и фабрике аутомобила и мотоцикала.

## Историја
Гроф Петар Шувалов, власник седам фабрика на Уралу, је 15. септембра 1757. купио земљиште у региону Кама и добио дозволу од царице Јелисавете да овде сагради три железаре. Тих дана железаре су биле покретане паром, а дрво је било једини извор топлоте. Стога је одлучено да се једна фабрика сагради на месту богатом шумом поред реке Иж. Кметови из околних села и занатлије из других Шуваловљевих фабрика су 10. априла 1760. почели да граде брану под руководством Алексеја Москвина, инжењера рударства и Шуваловљевог повереника. Овај датум се сматра датумом оснивања Ижевска.

## Становништво
Према прелиминарним подацима са пописа, у граду је 2010. живело 628.116 становника, 4.024 (0,64%) мање него 2002.
| 1939.   | 1959.   | 1970.   | 1979.   | 1989.   | 2002.   | 2010.   |
| ------- | ------- | ------- | ------- | ------- | ------- | ------- |
| 175.567 | 285.294 | 422.409 | 548.721 | 635.109 | 632.140 | 628.116 |

## Партнерски градови
- Татабања
- Бенђин
- Кордоба
- Лусака
- Maracay
- Сининг
- Јамбол
- Солт Лејк Сити
- Брјанск